# Michele Alboreto
Michele Alboreto (n. 23 decembrie 1956, Milano, Italia – d. 25 aprilie 2001, Klettwitz⁠(d), Brandenburg, Germania) a fost un pilot de Formula 1, vicecampion mondial în 1985.

## Cariera în Formula 1
| Sezon | Echipă                                        | Puncte | Loc clasament general |
| ----- | --------------------------------------------- | ------ | --------------------- |
| 1981  | Tyrrell Racing Team                           | 0      | -                     |
| 1982  | Team Tyrrell                                  | 25     | 8                     |
| 1983  | Benetton Tyrrell Team                         | 10     | 12                    |
| 1984  | Scuderia Ferrari SpA SEFAC                    | 30,5   | 4                     |
| 1985  | Scuderia Ferrari SpA SEFAC                    | 53     | 2                     |
| 1986  | Scuderia Ferrari SpA SEFAC                    | 14     | 9                     |
| 1987  | Scuderia Ferrari SpA SEFAC                    | 17     | 7                     |
| 1988  | Scuderia Ferrari SpA SEFAC                    | 24     | 5                     |
| 1989  | Tyrrell Racing Organisation Larrousse Calmels | 6      | 13                    |
| 1990  | Footwork Arrows Racing                        | 0      | -                     |
| 1991  | Footwork Grand Prix International             | 0      | -                     |
| 1992  | Footwork Mugen Honda                          | 6      | 10                    |
| 1993  | Lola BMS Scuderia Italia                      | 0      | -                     |
| 1994  | Minardi Scuderia Italia                       | 1      | 25                    |

## Cariera în IndyCar
| Sezon   | Echipă       | Puncte | Loc clasament general |
| ------- | ------------ | ------ | --------------------- |
| 1996    | Team Scandia | 189    | 11                    |
| 1996-97 | Team Scandia | 62     | 32                    |